# Дубрава (Лукский сельсовет)
Дубрава (бел. Дуброва) — деревня в Лукском сельсовете Жлобинского района Гомельской области Беларуси.

## География

### Расположение
В 22 км на северо-запад от Жлобина, 8 км от железнодорожной станции Красный Берег (на линии Бобруйск — Жлобин), 115 км от Гомеля.

## Гидрография
На западе мелиоративный канал.

## Транспортная сеть
Транспортные связи по просёлочной, а затем автомобильной дороге Бобруйск — Гомель. Застроена деревянными усадьбами, вдоль просёлочной дороги.

## История
По письменным источникам известна с XIX века как небольшой хутор в Луковской волости Рогачёвского уезда Могилёвской губернии. В 1898 году построена деревянная церковь.
В 1930 году жители вступили в колхоз. Во время Великой Отечественной войны оккупанты сожгли 8 дворов, убили 5 жителей. 9 жителей погибли на фронте. Согласно переписи 1959 года в составе совхоза «Ректянский» (центр — деревня Ректа).

## Население

### Численность
- 2004 год — 5 хозяйств, 9 жителей.

### Динамика
- 1897 год — 11 дворов, 67 жителей (согласно переписи).
- 1925 год — 38 дворов.
- 1940 год — 104 жителя.
- 1959 год — 87 жителей (согласно переписи).
- 2004 год — 5 хозяйств, 9 жителей.